# Gunilla Herlitz
Gurli Gunilla Herlitz Gunnarsson, född Herlitz 21 juni 1960 i Solna församling, Stockholms län, är en svensk journalist och företagsledare.

## Biografi
Gunilla Herlitz är dotter till Rolf Herlitz och Karin Klämfeldt samt sondotter till Nils Herlitz.  Hon avlade civilekonomexamen vid Handelshögskolan i Stockholm 1984 och utbildade sig vidare vid Poppius journalistskola.  
Hon har arbetat vid flera olika tidningar, bland annat Svenska Dagbladet och Expressen. Hon var fram till 2009 chefredaktör för Dagens Industri. Hon efterträdde då Thorbjörn Larsson som chefredaktör och Lena Herrmann som VD för Dagens Nyheter, där hon var publisher (chefredaktör och verkställande direktör) 2009–2013.
2013 blev Herlitz affärsområdeschef för Bonnier News, och samtidigt VD för Dagens Nyheter, Dagens industri och Expressen. Samma år offentliggjorde Herlitz företaget Bonnier News satsning på att investera i nygrundade och små företag. Hon avgick 2016 som VD för Bonniers News.
Herlitz var under 24 år, till 2009, gift med Torbjörn Gunnarsson, VD vid Varyag Resources AB.